# Franklin D. Roosevelt - Un uomo, un presidente
Franklin D. Roosevelt - Un uomo, un presidente (Warm Springs) è un film per la televisione del 2005 diretto da Joseph Sargent, basato sulla gioventù del presidente degli Stati Uniti d'America Franklin Delano Roosevelt.
Il film vede protagonista Kenneth Branagh nel ruolo di Roosevelt, affiancato da Cynthia Nixon e Jane Alexander nei rispettivi ruoli di Eleanor Roosevelt e Sara Roosevelt.

## Trama
Nel 1921 il trentanovenne Franklin Delano Roosevelt, parente dell'ex presidente Theodore Roosevelt, viene colpito dalla poliomielite, malattia che gli paralizzerà entrambe le gambe, obbligandolo su una sedia a rotelle. Nella località di Warm Springs, in Georgia, Roosevelt scopre delle acque termali in grado di ridonargli il funzionamento degli arti inferiori. Darà il massimo per fare di Warm Springs un centro di riabilitazione ancora oggi in funzione.
Nel 1932 diviene presidente degli Stati Uniti d'America, carica che gli verrà affidata per ben 4 mandati. La sua presidenza vedrà fatti della storia del '900 come la crisi del 1929, l'attacco di Pearl Harbor, il 7 dicembre 1941 e la Seconda guerra mondiale. Roosevelt si spegnerà il 12 aprile 1945, all'età di 63 anni.

## Distribuzione
Il film è stato trasmesso per la prima volta negli Stati Uniti il 30 aprile 2005.

## Premi e riconoscimenti
- Primetime Emmy Awards

2005
- - Migliore film per la televisione
  - migliore attrice non protagonista a Jane Alexander.